# Andrzej Czernecki

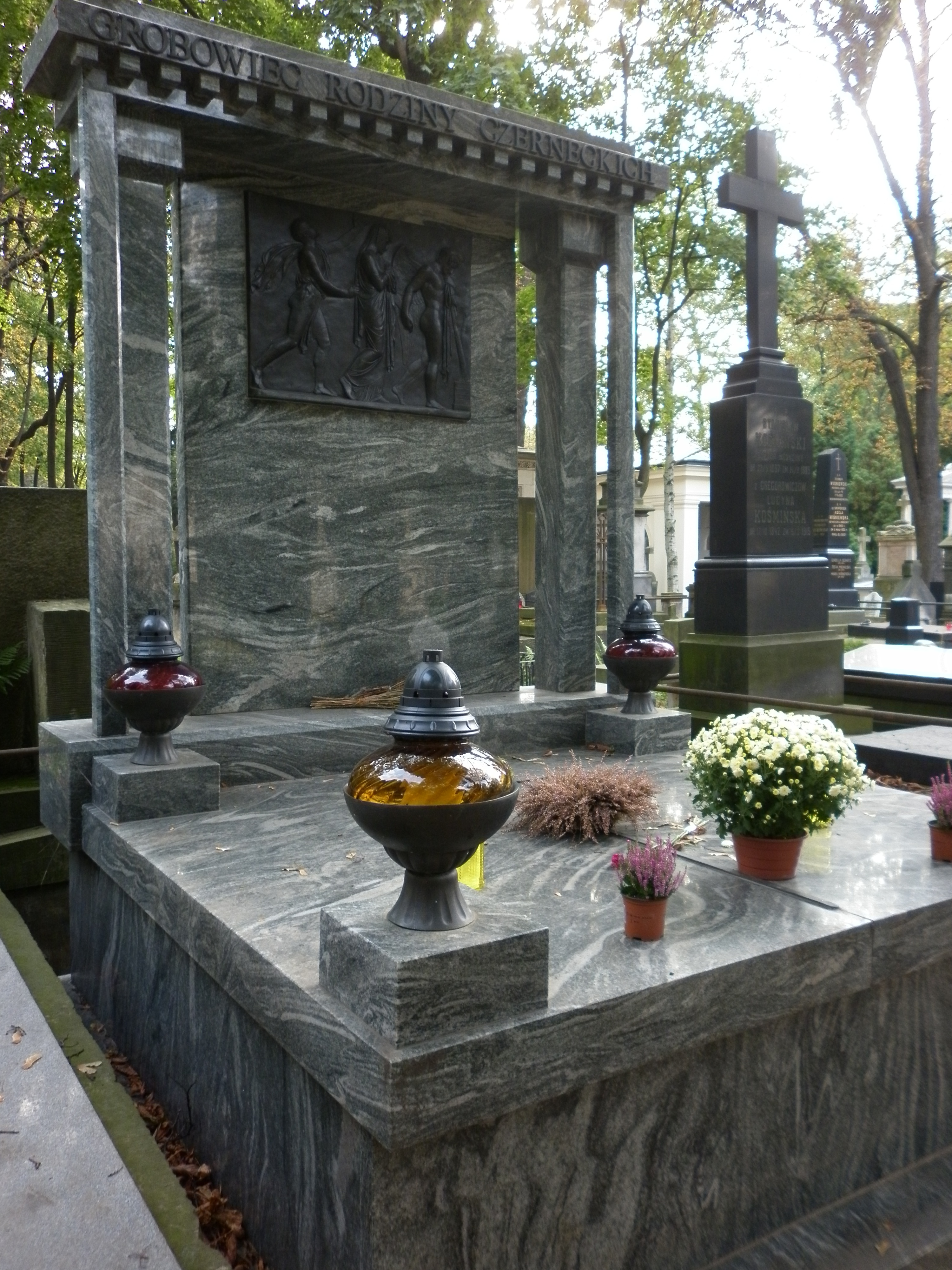
Grób Andrzeja Czerneckiego na cmentarzu Powązkowskim w Warszawie

Andrzej Czernecki (ur. 21 maja 1939 w Kielcach, zm. 18 maja 2012) – polski przedsiębiorca, polityk i filantrop, poseł na Sejm I i II kadencji, założyciel Fundacji EFC.

## Życiorys
Syn Romana Czerneckiego i Janiny z domu Lickendorf. Ukończył studia z zakresu fizyki jądrowej na Uniwersytecie Warszawskim. W 1981 założył prywatną firmę „High Tech Lab”, zajmującą się produkcją pipet. Na początku lat 90. jego spółki z grupy „HTL” rozpoczęły produkcję nakłuwaczy (urządzeń do bezpiecznego pobierania próbki krwi) oraz lancetów dla diabetyków. Z czasem kontrolowany przez niego holding stał się największym na świecie producentem nakłuwaczy i jednym z największych producentów lancetów. W 2005 i 2009 wyprzedał część posiadanych udziałów, koncentrując się na działalności charytatywnej i społecznej (m.in. w ramach ufundowanej przez siebie Edukacyjnej Fundacji im. prof. Romana Czerneckiego EFC).
W 1991 został posłem na Sejm I kadencji z okręgu katowickim z listy Polskiej Partii Przyjaciół Piwa. W trakcie kadencji przeszedł do klubu Unii Demokratycznej, z ramienia której dostał się do Sejmu II kadencji. W czerwcu 1996 zrzekł się mandatu, wycofując się z polityki.
W 2011 znalazł się na 60. miejscu listy „100 Najbogatszych Polaków” opublikowanej przez tygodnik „Wprost”. Przed śmiercią spieniężył swój majątek, który przekazał na działalność filantropijną. W tym celu założył Edukacyjną Fundację im. prof. Romana Czerneckiego EFC, działającą na rzecz edukacji w Polsce.
Został pochowany na cmentarzu Powązkowskim w Warszawie.

## Upamiętnienie
Polska Rada Biznesu ustanowiła Nagrodę PRB im. Andrzeja Czerneckiego, przyznawaną za działalność społeczną.